# Jacamar à gorge blanche
Brachygalba albogularis
Espèce
Statut de conservation UICN

 LC  : Préoccupation mineure
Le Jacamar à gorge blanche (Brachygalba albogularis) est une espèce d'oiseau de la famille des galbulidés.
Cet oiseau vit dans l'ouest de l'Amazonie.